# 24 (број)
24 је број, нумерал и име глифа који представља тај број. 24 је природан број који се јавља после броја 23, а претходи броју 25.

## У математици
- 24 је факторијал броја 4
- 24 је најмањи број дељив са 8 бројева
- Је сложен број, факторише се на просте чиниоце као 23 * 3 = 24

## У науци
- Је атомски број хрома[1]
- Је број сати у току дана

## У религији
- Је број књига у Танаху

## У спорту
- Број тимова који је учествовао на Светском првенству у фудбалу од 1982. до 1994. године
- Време трајања напада у кошарци у секундама
- Је био број на дресу Мозеса Мелоуна
- Је просечан број поена које је током своје НБА каријере постизао Пит Маравић[2]

## Остало
- Је број бита неопходних за приказивање слика у дигиталном облику од максимално 16,777,216 боја
- Је број слова у модерном и античком Грчком алфабету[3]
- Је број француског департмана Дордоња
- Је број карата који представљју 100% злато[4]